# Warasdiner Grenz-Husaren-Regiment

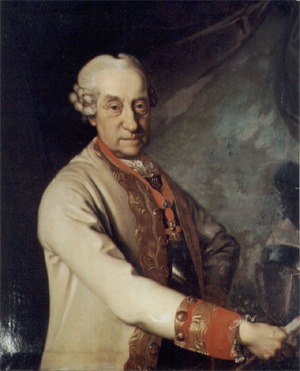
Der Regimentsgründer FZM von Sachsen-Hildburghausen

Das Regiment war ein Kavallerieverband, der 1747 als Warasdiner Husaren für die kaiserlich-habsburgische Armee in der Gespanschaft Varaždin, Königreich Kroatien und Slawonien, errichtet wurde. 1769 wurde das Regiment als Cavallerie-Regiment Nr. 41 in die Kavallerie-Rangliste eingestellt und 1780 wieder aufgelöst. Zur Systematik wurden nachträglich folgende Nummerierungen eingeführt: 1747/1 (nach Tessin), Grenzhusarenregiment H II (nach Bleckwenn).
Die Grenzregimenter führten nicht den Namen eines Regimentsinhabers (soweit ein solcher vorhanden war), sondern eine regionale Bezeichnung.

## Errichtung und Veränderungen
- 1747 wurde dieser Verband mit einer Stärke von zweieinhalb Eskadronen durch den Feldzeugmeister Prinz von Hildburghausen in Petrinja aufgestellt.
- 1749 erfolgte eine Reduzierung auf zwei Kompanien
- 1763 wurde das Regiment auf drei Eskadronen (sechs Kompanien) verstärkt
- 1780 löste man den Regimentsverband auf, die einzelnen Teileinheiten wurden als Aufklärungskavallerie in Infanterie-Regimenter eingegliedert.
- 1786 Die eingeteilt gewesenen Husaren-Verbände wurden wieder herausgezogen und aufgelöst.

## Garnison
- 1747 Petrinja
- 1772 Bjelovar

## Regimentsinhaber
Das Regiment hatte keinen Inhaber.

## Regiments-Kommandanten
- 1747  Obristwachtmeister Mannherdt
- 1749  Obristwachtmeister Anton von Kukez
- 1760–61  unbesetzt
- 1762  Major (Oberstlieutenant) Franz Carl von Schröckinger
- 1766  Major (Oberstlieutenant) Christoph Freiherr von Wallisch
- 1772  Oberstlieutenant Franz Ernsz Graf Gosseau
- 1774  Oberstlieutenant Michael Csernel von Csernelháza

## Gefechtskalender

### Österreichischer Erbfolgekrieg
- 1746–49 Das Regiment verblieb in der Garnison. Keine Gefechtstätigkeit

### Siebenjähriger Krieg
- 1756 Sicherungs- und Patrouillendienste in Sachsen
- 1757 Kämpfe im Gefecht bei Landshut
- 1758–61 Sicherungs- und Patrouillendienste in Sachsen
- 1762 Kämpfe im Gefecht bei Horne in der Lausitz

### Bayerischer Erbfolgekrieg
- 1778 Sicherungs- und Patrouillendienste bei der Armee in Böhmen. Gewaltsame Aufklärung mit Scharmützeln am Mönchswalder Berg und Welwarn
- 1779 Zwei Eskadronen waren bei der Verteidigung von Zuckmantel beteiligt

## Adjustierung
- Schwarzer Tschako, grasgrüner Pelz und Dolman, rote Aufschläge, krapprote Hosen und gelbe Knöpfe
- Vor 1769 trug das Regiment sehr unterschiedliche Farben: roter Dolman, Pelz und Hosen, sind nachgewiesen. Als Kopfbedeckung diente anfangs der „Klobuk“ – eine zylinderförmige Filzmütze

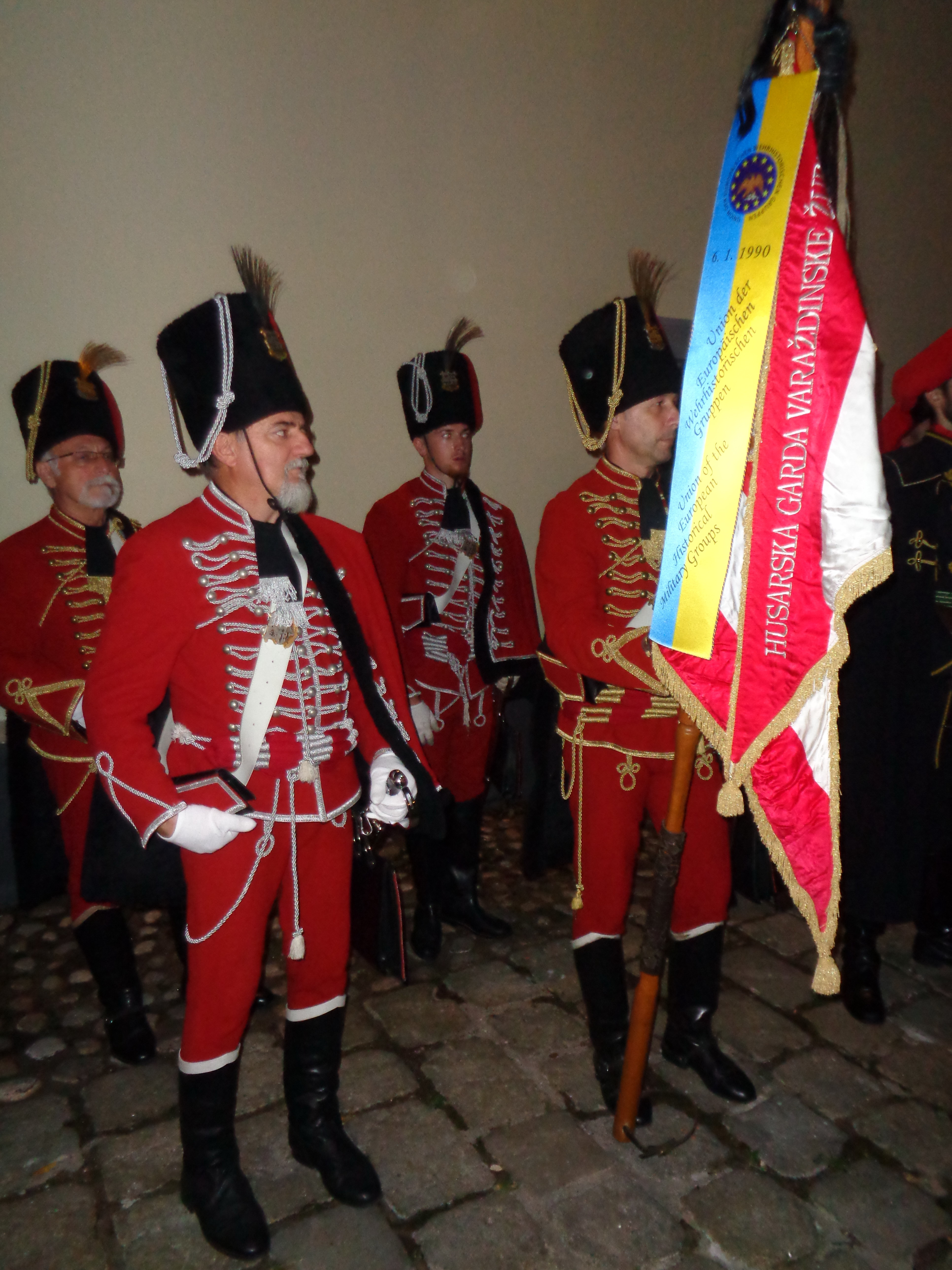
Die nachgestellte Varaždiner Husaren-Garde